# متحف الخارجة
متحف الخارجة هو متحف مكون من طابقين يقع في الواحات الخارجة التابعة للوادي الجديد بمصر. صُمم المتحف ليشبه الهندسة المعمارية للمدن الجنائزية القريبة. يعرض المتحف القطع التي تم العثور عليها في واحات الخارجة والداخلة . كما توجد مجموعة متنوعة من العناصر مثل المجوهرات والأدوات والمنسوجات. كما يحتوي على قطع أثرية من عصور مختلفة مثل العصر العثماني. صُمم المتحف على نمط الكهوف، وبُني من الطوب المحلي. تقع القطع الأثرية في الطابق الأرضي والطابق الأول والتي تشمل القطع الأثرية التي توثق رحلة الحضارة الإنسانية التي كانت موجودة في الصحاري المصرية.
أنشأت هيئة الآثار المصرية المقر الحالي لمتحف الخارجة وافتُتح في السابع عشر من فبراير عام 1993م. كان الهدف من إنشاء المتحف هو عرض القطع الأثرية الموجودة بالمخازن نتاج حفائر منطقة آثار الوادي الجديد المصرية والإسلامية والقبطية والبعثات الأجنبية العاملة بالمنطقة ونشر الوعي الثقافي والأثري بين سكان الإقليم.
تم بناء المتحف على مساحة 3150 م2، ويوجد بالمتحف عدد 4087 قطعة أثرية ما بين معروض ومخزن يرجع تاريخها من بداية عصر ما قبل التاريخ حتى عصر أسرة محمد علي.